# Babylon (Leuven)
Βabylon is een Leuvense faculteitskring voor studenten taal- en letterkunde. Ze vertegenwoordigt de studenten uit de bachelor en master taal- en letterkunde, de masters taalkunde, westerse literatuur, literatuurwetenschappen, culturele studies, de educatieve master talen, Europese studies, Iberische en Iberoamerikaanse studies.

## Ontstaan
Babylon werd opgericht in 2004, door het samengaan van de drie faculteitskringen Germania, Romania en een deel van Klio (een ander deel sloot aan bij Historia). Deze drie kringen die voorheen respectievelijk studenten Germanistiek, Romanistiek en Klassieke talen vertegenwoordigden fusioneerden ten gevolge van de Ba-Ma-hervormingen en het ontstaan van de opleiding taal- en letterkunde te Leuven. Babylon is de grootste faculteitskring binnen de faculteit Letteren, gevolgd door Historia (geschiedenis), Eoos (taal- en regiostudies), Alfa (archeologie), Mecenas (kunstwetenschappen) en Musicologica (musicologie).
De eerste preses van Babylon en eveneens bedenker van de naam en het schild was Sara Vermeylen. Zij werd in het eerste jaar bijgestaan door drie vicepresides, één voor elke oude kring. Het kringlied werd geschreven door Dries De Crom, één van die drie vicepresides. Babylons schild representeert de KU Leuven (blauwe kleur links), faculteit Letteren (gele kleur rechts), Toren van Babel (links), de literatuur (vulpen en veer), de talen binnen taal- en letterkunde (sterren) en ook de initialen van de vroegere drie kringen (monogram met letters G,R en K).
De kring verzoende vaste waarden uit de drie voorgaande kringen en organiseerde in 2004-2005 al themafeestjes en -avonden, een meerdaagse cultuurreis naar Budapest, de literaire prijs en bracht ook een studententijdschrift uit. Dat tijdschrift startte onder de naam B-magazine en heet nu Het Belang van Babylon. Daarnaast heeft Babylon zich ook al grootschalige humanitaire projecten opgezet, zoals de Semana Colombiana.
Elk jaar in mei wordt een nieuwe ploeg verkozen, die de kring bestuurt. Aan het hoofd van de kring staat een preses en een vicepreses.

## Onderwijsraden
Op onderwijsvlak worden ze facultair vertegenwoordigd op CORaaL (CampusOverkoepelende Raad Letteren), waar de zes letterenkringen en vertegenwoordigers van de externe KU Leuven campussen van Faculteit Letteren uit Brussel, Antwerpen en Kortrijk zetelen. CORaaL vertegenwoordigt alle Letterenstudenten binnen Stura KU Leuven. De onderwijsvertegenwoordigers van Babylon zetelen daarnaast ook in de verschillende CC’s (CurriculumCommissies) die elke taal en Taalkunde en Literatuur vertegenwoordigen, de POC (Permanente OnderwijsCommissie) van Taal- en Letterkunde, de Didactische Commissie en de Faculteitsraad van Faculteit Letteren.

## De andere letterenkringen
Babylon wordt met de andere vijf letterenkringen verenigd onder KOCO Letteren (Kringoverkoepelend Coördinatie-Orgaan) en vertegenwoordigt de studenten Taal- en letterkunde ook bij LOKO. Samen baten zij ook de Fakbar Letteren uit, bestuurd door een jaarlijks verkozen beheerraad.

## Grote evenementen

### Interuniversitaire literaire prijs
De Interuniversitaire Literaire Prijs, afgekort ILP, is een wedstrijd waarbij literaire talenten van universiteiten over heel Vlaanderen en Nederland een eigen stuk proza of poëzie insturen. Eerst georganiseerd door Germania, werd de wedstrijd na de Ba-Ma-hervormingen overgenomen door Babylon. Uit de inzendingen kiest een vakkundige jury bestaande uit professoren, auteurs, redacteurs en studenten voor de categorieën proza, poëzie en anderstalig drie winnaars. De laureaten worden ten slotte per categorie bekendgemaakt op de uitreikingsavond, die traditioneel plaatsvindt in de universiteitshallen. De prijs bestaat al sinds 1977 en kende bekende winnaars onder wie Dirk van Bastelaere, Erik Spinoy, Koen Peeters, Leen Huet, Paul Bogaert, Anne Provoost, Bert Gabriëls en Saskia De Coster. Sinds 2000 werkt Babylon samen met Dietsche Warande en Belforten worden de winnaars ook bekroond met een publicatie in het tijdschrift.

### Het Landjuweel
Het Landjuweel is een literaire voordrachtwedstrijd tussen de taal- en letterkundestudentenkringen (Vlaanderen) of studentenverenigingen Neerlandistiek (Nederland) van verschillende steden waarbij de studenten een originele tekst schrijven en die voordragen. De jury bestaat uit professoren en deskundigen van de verschillende steden. Naast de juryprijs wordt er ook een publieksprijs uitgereikt. De wedstrijd werd opgericht in 2019 door Bastiaan De Groote, Anna De Wolf en Ella D’hoe, gemodelleerd naar het originele landjuweel uit de vroegmoderne periode, en vond voor de eerste keer plaats in Leuven. In de beginjaren namen enkel Leuven (Babylon), Brussel (LWK), Antwerpen (Lingua) en Gent (Filologica) deel, maar sinds 2022 doen ook de Nederlandse steden Utrecht (Awater) en Amsterdam (Helios) mee. In 2024 trok Gent zich terug, maar in 2025 maakten Nijmegen (SVN) en Leiden (NNP) hun opwachting. Met succes, want Nijmegen sleepte al meteen zowel de jury- als de publieksprijs in de wacht. 
Op de avond zelf, die telkens doorgaat in de stad die de juryprijs in de wacht sleepte in het voorafgaande jaar, wordt telkens een bekende gastspreker uitgenodigd zoals Mustafa Kör, Delphine Lecompte, Stijn de Paepe Lotte Dodion en Radna Fabias. In 2021 vond er uitzonderlijk een online editie plaats door de coronacrisis.
|                      | Organisator        | Juryprijs | Publieksprijs |
| -------------------- | ------------------ | --------- | ------------- |
| 2018                 | Leuven (Babylon)   | Leuven    | Antwerpen     |
| 2019                 | Leuven (Babylon)   | Antwerpen | Leuven        |
| 2020                 | Antwerpen (Lingua) | Brussel   | Gent          |
| 2021 (online editie) | Brussel (LWK)      | Brussel   | Leuven        |
| 2022                 | Brussel (LWK)      | Leuven    | Gent          |
| 2023                 | Leuven (Babylon)   | Brussel   | Utrecht       |
| 2024                 | Brussel (LWK)      | Amsterdam | Leuven        |
| 2025                 | Amsterdam (Helios) | Nijmegen  | Nijmegen      |

### Toneel
Elk jaar voert Babylon rond eind april en begin mei een toneelstuk in samenwerking met het IFTf, een door de Kultuurraad opgerichte organisatie die al sinds 2004 de Leuvense kringtonelen overkoepelt. Op de openingsavond het het IFTF spelen alle deelnemende kringen een teaser en op de slotavond worden verschillende prijzen uitgereikt. Omwille van de coronacrisis werden er geen toneelstukken opgevoerd in 2020 en 2021. In 2022 speelde Babylon het stuk “Alles komt in orde” en in 2023 de voorstelling “Arabische nacht”. Vervolgens brachten ze in 2024 "Caligula", en in 2025 "De Schittering in hun ogen". 

### Groot Dictee Der Leuvense Studenten
Babylon neemt de organisatie van het Groot Dictee der Leuvense Studenten op zich, in samenwerking met LOKO en studentenkrant Veto. De tekst wordt geschreven door professoren Nederlandse literatuur als Dirk De Geest, Geert Claassens en Pieter Verstraeten. De tekst wordt voorgelezen door een prominente (media)persoonlijkheid, als Aster Nzeyimana, Danira Boukhriss Terkessidis en Martine Tanghe.

### Andere evenementen
Babylon organiseert nog diverse andere evenementen, zoals cantussen, eetverkopen, quizzen, feestjes en culturele en sportieve uitstappen. Voorbeelden zijn Wijvenschijven TD, de 'Talenzuip' en een jaarlijkse reis.